# 呂凱 (蜀漢)
呂凱（？年—225年），字季平，永昌不韋縣人，三國時蜀漢永昌郡五官掾功曹。

## 生平
益州郡耆帥雍闓知道劉備於永安逝世後，經常滋擾當地，都護李嚴寫信給雍闓勸說，卻得到雍闓桀慢的回覆。後來雍闓降東吳，東吳任命他為永昌太守。由於永昌位處益州之西，道路阻塞，與蜀漢隔絕，雍闓於是決定進郡，但遭到呂凱及府丞王伉的抵抗，雍闓去函游說亦被呂凱所駁。呂凱為人民所信，而雍闓因被阻不能入郡。
公元225年，諸葛亮南征，討伐雍闓。雍闓死後，諸葛亮上表稱「永昌郡吏呂凱、府丞王伉等，執忠絕域，十有餘年，雍闓、高定偪其東北，而凱等守義不與交通。臣不意永昌風俗敦直乃爾！」並以呂凱為雲南太守，封陽遷亭侯。恰好呂凱被叛夷所害。

## 子女
呂祥，繼承陽遷亭侯爵位。晉時為南夷校尉。

## 延伸阅读
[在维基数据编辑]
 《三國志/卷43》，出自陳壽《三國志》
 在维基共享资源阅览影像